# Ljudmila Georgijewna Worobjowa

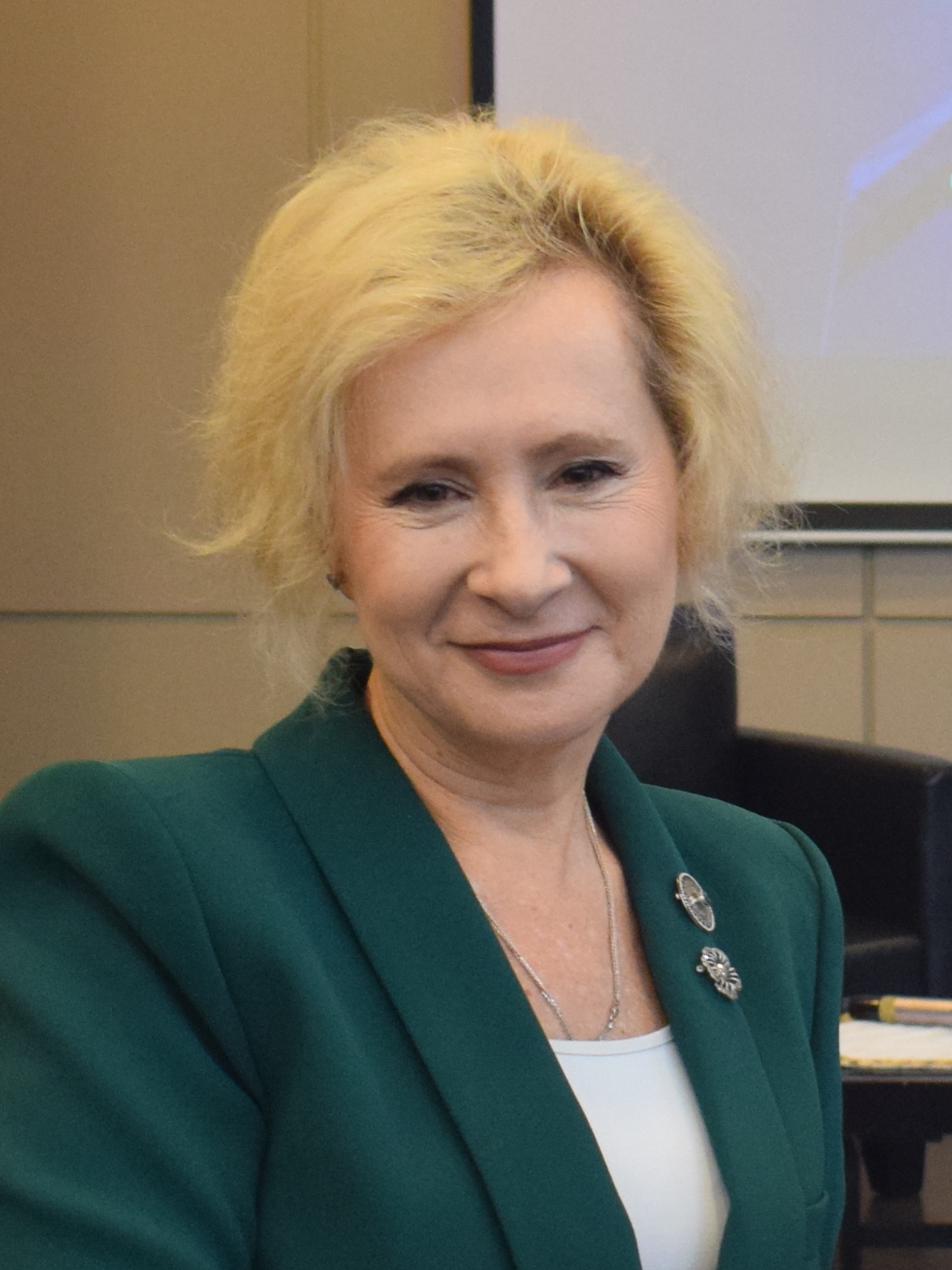
Ljudmila Worobjowa (2022)

Ljudmila Georgijewna Worobjowa (russisch Людмила Георгиевна Воробьёва; * 26. Januar 1964) ist eine russische Diplomatin.

## Werdegang
Worobjowa schloss 1985 ihr Studium am Staatlichen Institut für Internationale Beziehungen in Moskau ab. 1989 trat sie in den Auswärtigen Dienst ein. Von 2005 bis 2007 war sie Minister-Counsellor an der russischen Botschaft in Thailand. Von 2010 bis 2015 war sie Botschafterin Russlands in Malaysia und von 2015 bis 2018 Generaldirektorin der dritten Asiatischen Abteilung im russischen Außenministerium.
Im März 2018 wurde Worobjowa russische Botschafterin in Indonesien, mit Sitz in Jakarta. Zusätzlich gab sie Akkreditierungen für Osttimor am 21. Juni 2018 und für Papua-Neuguinea am 19. September 2018 ab.

## Sonstiges
Worobjowa spricht neben Russisch Englisch, Französisch, Laotisch und Thai. Sie hat eine erwachsene Tochter.